# ミツカン
株式会社Mizkan（ミツカン）は、調味料と納豆を主力製品とする株式会社Mizkan Holdings（ミツカンホールディングス・非上場）傘下の大手食品メーカー（事業子会社）である。資産管理部門の株式会社中埜酢店などと「ミツカングループ」を形成している。愛知県半田市中村町二丁目6番地に本社を置く。

## 概要

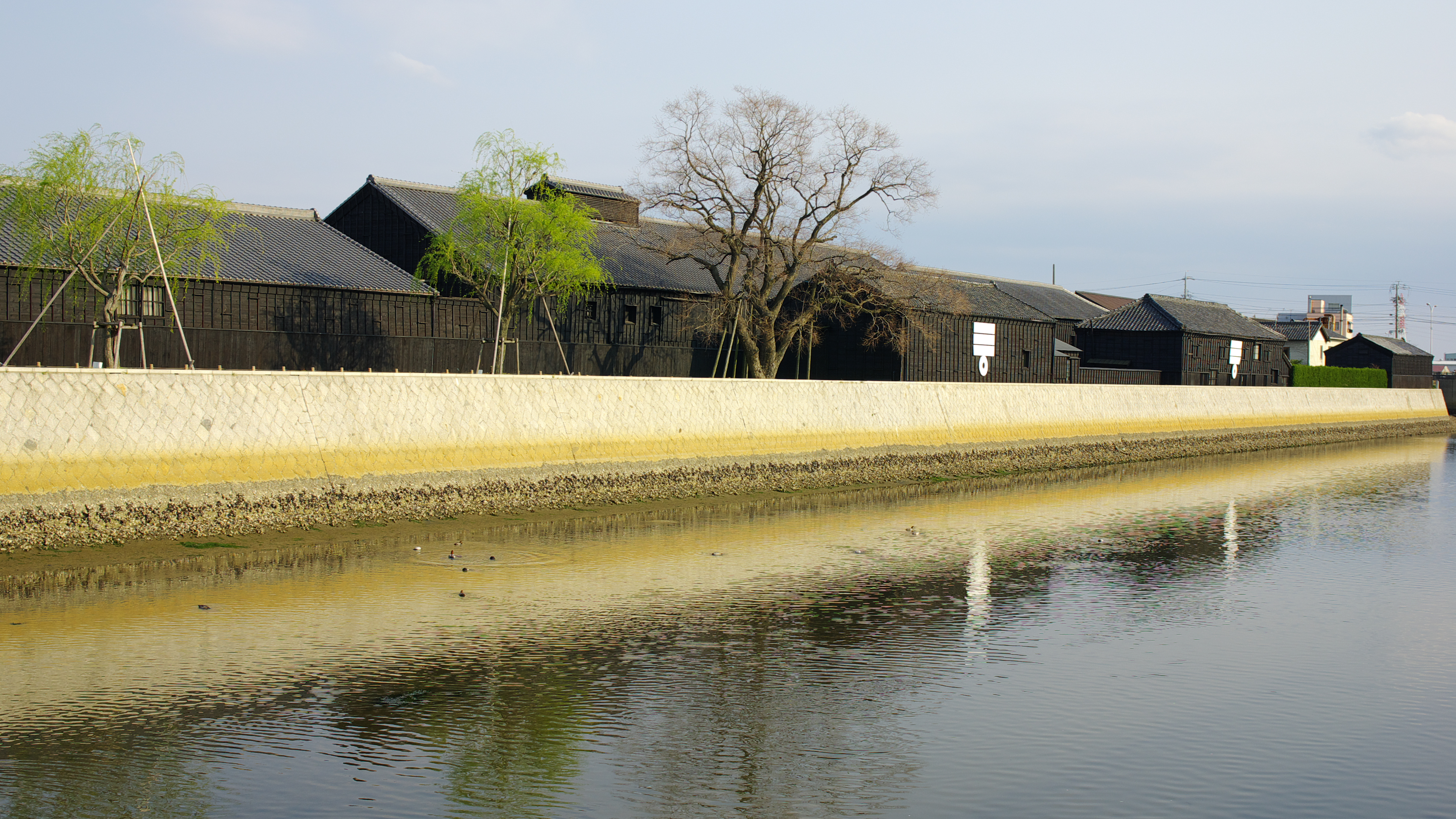
十ヶ川の半田運河沿いに残る倉庫群
（2014年4月撮影）
2022年に倉庫群の裏手に大型パイロットプラントが建設されたため、それ以降は風景が変わっている。

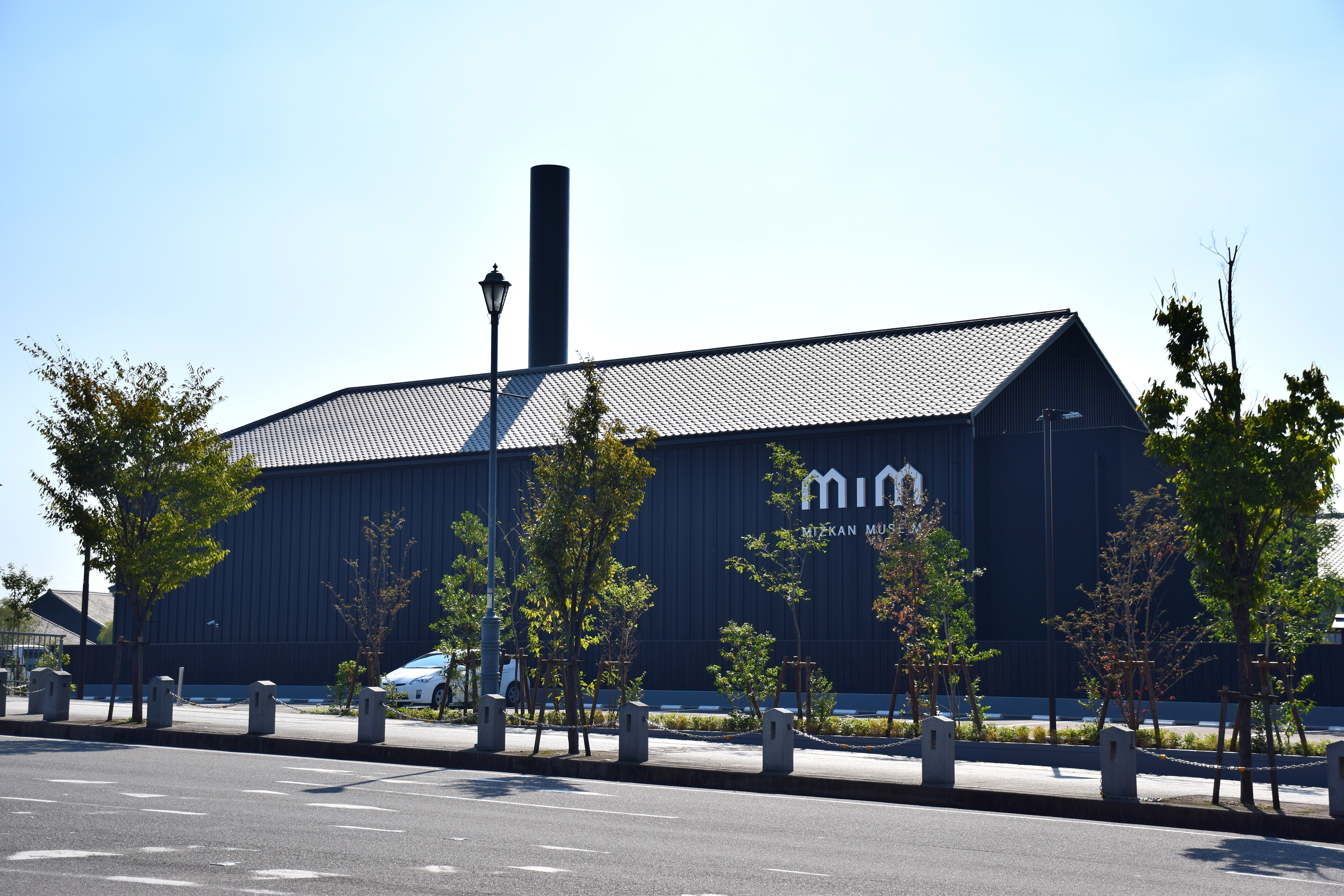
MIZKAN MUSEUM

江戸時代中期の1804年（文化元年）、中野又左衛門により尾張国知多郡半田村（現在の愛知県半田市）で酒造業として創業。以後、1923年（大正12年）に株式会社化する。連結売上高は1千億円を超えるが株式非上場企業であり、中埜家による同族経営が維持されている。
当地では日本酒の製造が盛んであった。酒造後に残る酒粕を用いて酢を作り、これは米を用いた酢より安価であったため、江戸時代の庶民の間に寿司が普及する要因となった。
1887年（明治20年）、三本線に丸をつけたロゴ「三ツ環（ミツカン）マーク」を商標登録。
大正時代には、敷島製パン創業にも参画した。
1986年（昭和61年）には、日本唯一の酢の総合博物館として博物館「酢の里」（後のMIZKAN MUSEUM）を開館した。日本における醸造酢のシェアは高い。
第二次大戦後、加工・チルド食品に参入し、1964年（昭和39年）に瓶詰めの味付けポン酢の元祖となる「ミツカン味ぽん」、1982年（昭和57年）に混ぜ込みふりかけの「おむすび山」、1988年（昭和63年）にめんつゆ（後年「追いがつおつゆ」へ改称）を発売。
1997年（平成9年）に朝日食品工業を買収し、納豆の製造・販売に参入する。酢の発酵技術を使用した納豆の「金のつぶ」シリーズは、首位のタカノフーズ「おかめ納豆」に次ぐシェアを占めた。2009年（平成21年）には、経営破綻したくめ・クオリティ・プロダクツの主力商品である「くめ納豆」の商品販売権等を買収し、ミツカンを通じて販売される。2011年（平成23年）には、長野県の旭松食品株式会社から「なっとういち」ブランドの納豆事業を引き継いだ。納豆菌の保有数も日本一である。
清酒「国盛」を展開している中埜酒造は、かつてはミツカングループに属していた。直接の資本関係はないものの、若干の人事交流や一部業務については協力している。なお、中埜家は同郷の盛田家とかつて人的関係があり、一時期ソニーの大株主に名を連ねていた。
家庭用の寿司酢はミツカンブランドが世界的に有名で、どこの国のスーパーマーケットでも入手することができる。

### グループ再編
1998年（平成10年）にそれまで「株式会社中埜酢店」を中心として構成されていたミツカングループを、戦略策定・海外事業統括を行う「株式会社ミツカングループ本社」とその傘下にぶら下がる事業カンパニー・機能カンパニー群に再編し、中埜酢店はグループ本社傘下の資産管理会社となっている。
創業200年を迎えた2004年（平成16年）6月、CI（コーポレートアイデンティティ）およびグループビジョンを導入。英文社名がMitsukanからmizkanへ、標準的なロゴタイプが「（≡マーク）ミツカン」から「（≡マーク）mizkan」に変更された。また広告では、コピーライターの岩崎俊一による“やがて、いのちに変わるもの。”というコーポレート・メッセージが併記されている。ロゴデザインは細川デザイン事務所によるものである。
2014年（平成26年）3月1日、グループ統括会社の株式会社ミツカングループ本社が商号を英字表記の「株式会社Mizkan Holdings」（ミツカンホールディングス）に変更した。Mizkan Holdingsは商標の管理も行っているため、テレビCMの最後には「○○は、（株）Mizkan Holdingsの登録商標です」の文言が入っている。
2017年（平成29年）3月1日、株式会社Mizkan Sanmi、株式会社Mizkan、株式会社Mizkan Sanmi-pro、株式会社ミツカンフレシアの4社を統合。存続法人となる株式会社Mizkan Sanmiの社名を株式会社Mizkanに変更。
ミツカン水の文化センターを有し、山林の育成やビオトープの開設などの環境活動も行っている。

## 歴代社長
創業家の中埜家の当主は、代々「中埜又左衛門」を襲名する習わしであった。
| 氏名                     | 就任日                 | 退任日                 | 備考                                                          |
| 中埜酢店（1923年創業）   | 中埜酢店（1923年創業） | 中埜酢店（1923年創業） | 中埜酢店（1923年創業）                                        |
| ------------------------ | ---------------------- | ---------------------- | ------------------------------------------------------------- |
| 中埜又左衛門幸造         | 1923年                 | 1952年                 |                                                               |
| 中埜又左エ門政一         | 1952年                 | 1998年                 | 6代中埜幸造の長男。                                           |
| ミツカングループ本社     |                        |                        |                                                               |
| 中埜又左エ門政一         | 1998年                 | 2002年                 |                                                               |
| 中埜和英                 | 2002年                 | 2014年2月28日          | 7代中埜政一の長男。                                           |
| ミツカンホールディングス |                        |                        |                                                               |
| 中埜和英                 | 2014年3月1日           | 2014年5月15日          |                                                               |
| 長谷川研治               | 2014年5月16日          | 2016年5月23日          | 1985年中埜酢店入社。                                          |
| （不在）                 | 2016年5月24日          | 2021年5月23日          | 2021年に中埜裕子が社長に就任するまでの間は5年間不在であった。 |
| 中埜裕子                 | 2021年5月24日          | 現職                   | 8代中埜和英の長女                                             |

## 主な商品
- ミツカン酢
  - 穀物酢
  - 米酢
  - すし酢
- 味ぽん（味付けポン酢）
  - 味ぽんMILD
- ゆずぽん（同上）
- かおりの蔵（同上）
- 冷やし中華のつゆ - 発売以来、同商品部門における国内シェア1位。
- ミツカンちらし（ちらし寿司の素）
- 追いがつおつゆ
- おむすび山
- ごろごまふりかけ
- su・no・mo
- 純玄米黒酢
- 黒酢ストレート
- フルーティスストレート
- 本みりん（酒類）
- ほんてり（みりん風調味料）
- 料理酒（食品扱い）
- 金のごまだれ
- 金のつぶ（納豆） - 1997年（平成9年）に納豆事業に参入するため、朝日食品工業（後に朝日フレシア→フレシアと2度の社名変更を経て、2002年に吸収合併される）を買収。納豆が苦手な人も食べられるよう匂いのしない製造法を開発し、売り上げを伸ばした。
- くめ納豆（納豆） - 2009年（平成21年）に経営破綻したくめ・クオリティ・プロダクツから商標権を買収。同社元従業員によるEBOで設立された事実上の後身会社金砂郷食品に製造を委託、主に関東地方などの東日本で販売されている。
- なっとういち（納豆） - 2011年（平成23年）に旭松食品から納豆事業を譲り受け、販売を引き継いだ。主に九州を除いた西日本と長野県で販売されている。

## 会社概要

### 株式会社Mizkan Holdings
- 商号：株式会社Mizkan Holdings（ミツカンホールディングス）
- 本社所在地：〒470-8599 愛知県半田市中村町二丁目6番地
- 創業：1804年（文化元年）
- 設立：1977年（昭和52年）7月1日設立、2014年（平成26年）3月1日現商号に変更
- 事業内容：ミツカングループ全体の経営統括、戦略策定、海外事業推進、新規事業創出に向けた研究開発
- 代表者：代表取締役社長 中埜裕子
- 資本金：1000万円

### 株式会社Mizkan
- 商号：株式会社Mizkan（英: Mizkan Corporation.）
- 本社所在地：愛知県半田市中村町二丁目6番地
- 事業内容：調味加工食品、納豆[注釈 4]及び各種チルド食品の企画開発、販売
- 代表者：代表取締役 吉永智征
- 資本金：3億3000万円

### 株式会社中埜酢店
- 商号：株式会社中埜酢店（なかのすみせ、英: Nakanosumise Co.,Ltd.）
- 本社所在地：愛知県半田市中村町二丁目6番地
- 設立：1923年（大正12年）
- 事業内容：不動産を中心としたミツカングループ全体の資産統括
- 代表者：代表取締役 中埜聖子[19]
- 資本金：3000万円[19]

### その他の関連会社
- 株式会社Mizkan J plus Holdings
- 株式会社Mizkan Partners
- 株式会社Mizkan Asset
- 株式会社Mizkan Logitec
- 株式会社なかのフォレスト
- 株式会社ZENB JAPAN

### 買収
- ボーダーフーズ - （米国）チリソースメーカー（2011年）[20]
- Premier Foods（英語版）から事業の一部ブランドを（2012年）[20]
  - サーソンズ（英語版） - （英国）食酢メーカー
  - デュフレ（Dufrais社） - （英国）食酢メーカー
  - ヘイワーズ（英語版） - （英国）食酢および漬物メーカー
- ユニリーバから事業の一部ブランドを（2014年）[20]
  - ラグー（英語版） - （米国）パスタソース事業
  - ベルトーリ（英語版） - （イタリア）パスタソース事業

### 工場
- 愛知県半田市（食酢）
- 群馬県館林市（鍋つゆ、ちらし寿司の素などのレトルトパウチ製品、業務用調味料、納豆）
- 栃木県栃木市（食酢、つゆ、ぽん酢）
- 岐阜県美濃加茂市（鍋つゆなどのレトルトパウチ製品、納豆）
- 大阪府枚方市（食酢、ぽん酢）
- 兵庫県三木市（つゆ、調味酢、ぽん酢、納豆）

## テレビCM

### 現在の出演者
- 玉袋筋太郎（味ぽん）
- 杏（カンタン酢・いいこと酢）
- 早見沙織（追いがつおつゆ）
- 原田泰造（金のつぶ）
- 川島明（〆まで美味しい鍋つゆシリーズ）
- 宮舘涼太（〆まで美味しい鍋つゆシリーズ・麺と鍋）
- 後藤拓実（かおりの蔵）
- 高橋文哉（プロが使う味 白だし）[21]

### 過去の出演者

#### 酢
土佐酢
- 三橋美智也
- 愛川欽也
- 竹下景子

ミツカン酢
- 毒蝮三太夫
- チェリッシュ
- 山岡久乃
- 岸本加世子
- 小林聡美（バーモント酢と併起用）
- 田中雅美
- 水野美紀
- 萬田久子
- 鳥居かほり
- 貫地谷しほり
- 田中圭

すし酢
- とんねるず（「土曜日は手巻き寿司の日」のキャッチフレーズ、「おむすび山」と併起用）

- ナインティナイン
- 伊藤淳史
- 本郷奏多

その他の酢
- ベッキー（サラダをおいしく食べるお酢）
- 鈴木おさむ、大島美幸（やさしいお酢）
- さまぁ〜ず（黒酢ドリンク・酢の力）
- 中川翔子（酢の力・フルーティス）

#### ぽん酢
味ぽん
- 三橋美智也（土佐酢と併起用）
- なべおさみ
- 初代三波伸介
- 桂三枝（後の六代桂文枝）
- 渡辺徹
- 榊原郁恵
- 西田敏行
- 加賀まりこ（ポン酢、しゃぶしゃぶはミツカン併起用）
- 風吹ジュン
- 前田愛
- 清野菜名
- 木村多江
- ロバート「ちょいかけ隊（味ぽん、カンタン酢、追いがつお）」
- ムロツヨシ

かおりの蔵（柚ぽん酢）
- 桂ざこば、羽野晶紀
- 原沙知絵
- 天野ひろゆき
- 桃井かおり
- 西川きよし
- 里田まい

#### しゃぶしゃぶタレ
- 財津一郎（ぽんしゃぶ・ごましゃぶ）
- 山下真司（ぽんしゃぶ・ごましゃぶ）
- 岡本夏生（今夜は鍋でみっちゃん・かんちゃん）
- 石田純一（しゃぶしゃぶシリーズ、すきやきのたれ）
- 関根勤（ぽんしゃぶ・ごましゃぶ）
- グッチ裕三（ぽんしゃぶ・ごましゃぶ）
- 柳葉敏郎（しゃぶしゃぶはミツカン）
- 加賀まりこ（ポン酢、しゃぶしゃぶはミツカン）
- 風間杜夫（しゃぶしゃぶはミツカン）

#### つゆ
つゆ
- 村田英雄（1970年代）
- 三浦洋一（1980年代）

追いがつおつゆ
- 細川たかし
- 菊池桃子、五月みどり、田畑智子
- 北山詩織
- 大杉漣

#### ほんてり（みりん風調味料）
- 工藤静香
- 柳沢慎吾

#### おむすび山
- 研ナオコ
- とんねるず（すし酢と併起用）
- 観月ありさ
- 掛布雅之
- 田中好子
- 山田花子、榎本加奈子
- 松本明子
- さかたオノ子、乙葉、片桐はいり

#### 金のつぶ（納豆）
- 中尾彬
- 城島茂
- 宮本信子
- 樹木希林
- 柳沢慎吾
- 黒木瞳

#### 鍋つゆ
- 伊集院光（〆まで美味しい鍋つゆ・ごま豆乳鍋つゆ）
- 天野ひろゆき（〆まで美味しい鍋つゆ・とんこつしょうゆ鍋）
- 神田愛花（〆まで美味しい鍋つゆ）

#### その他
- 富田靖子（五目ちらし）
- 七瀬なつみ（五目ちらし）
- タモリ（お茶漬け川）
- 松金よね子（お茶漬け川）
- 沢口靖子（アジア元気食堂）
- 松岡昌宏（アジア元気食堂）
- 鶴田真由（企業CMナレーター）
- 菅野美穂（企業ウェブ広告）
- 田中美保（su.no.mo）
- 山口智充（黒酢ドリンク）
- 千鳥（麺と鍋）
- りんごちゃん（フルーティス）

他多数

## 主なスポンサー番組

### 現在提供中
- ヒルナンデス!（日本テレビ・水曜日）
- 情報ライブ ミヤネ屋（読売テレビ・月曜日）
- 木曜ドラマ（テレビ朝日）
- くりぃむクイズ ミラクル9（テレビ朝日）
- プレバト!!（毎日放送）
- サタデープラス（毎日放送）
- めざまし8（フジテレビ）
- ザ!世界仰天ニュース（日本テレビ）
- 日曜日の初耳学（毎日放送）
- ポツンと一軒家（朝日放送テレビ）
- 火ドラ★イレブン（関西テレビ）
- ダウンタウンDX（読売テレビ）
- おとな旅あるき旅（テレビ大阪）
- ミツカンpresents Cheer酢!お酢きびと（BS松竹東急）※一社提供

### 過去の提供番組
- 世界まる見え!テレビ特捜部（日本テレビ）※番組自体は継続中。
- 週刊ストーリーランド（日本テレビ）
- 旅の香り（テレビ朝日）
- 金曜ロードショー（日本テレビ）※長年続いたマツダから引き継いだ。現在はロート製薬→小林製薬に交代。
- 木曜ドラマ（テレビ朝日） 同窓会〜ラブ・アゲイン症候群、ハガネの女、陽はまた昇る ※番組自体は継続中。
- 木曜ミステリー（テレビ朝日） 科捜研の女（2011年10月 - 12月）、新・おみやさん ※番組自体は継続中。
- たけしの健康エンターテインメント!みんなの家庭の医学（ABCテレビ）
- はなまるマーケット（TBS）
- 爆報! THE フライデー（TBS）
- 踊る!さんま御殿!!（日本テレビ）
- 解決!ナイナイアンサー（日本テレビ）
- 今夜くらべてみました（日本テレビ）
- 情報プレゼンター とくダネ!（フジテレビ）
- 今宵ひと皿（フジテレビ・一社提供）
- 金曜プレステージ（フジテレビ）
- ボクらの時代（フジテレビ）※番組自体は継続中。
- くらべる!世界なんでも勢力図（関西テレビ）